# Hedera (épigraphie)
Pour les articles homonymes, voir Hedera (homonymie).

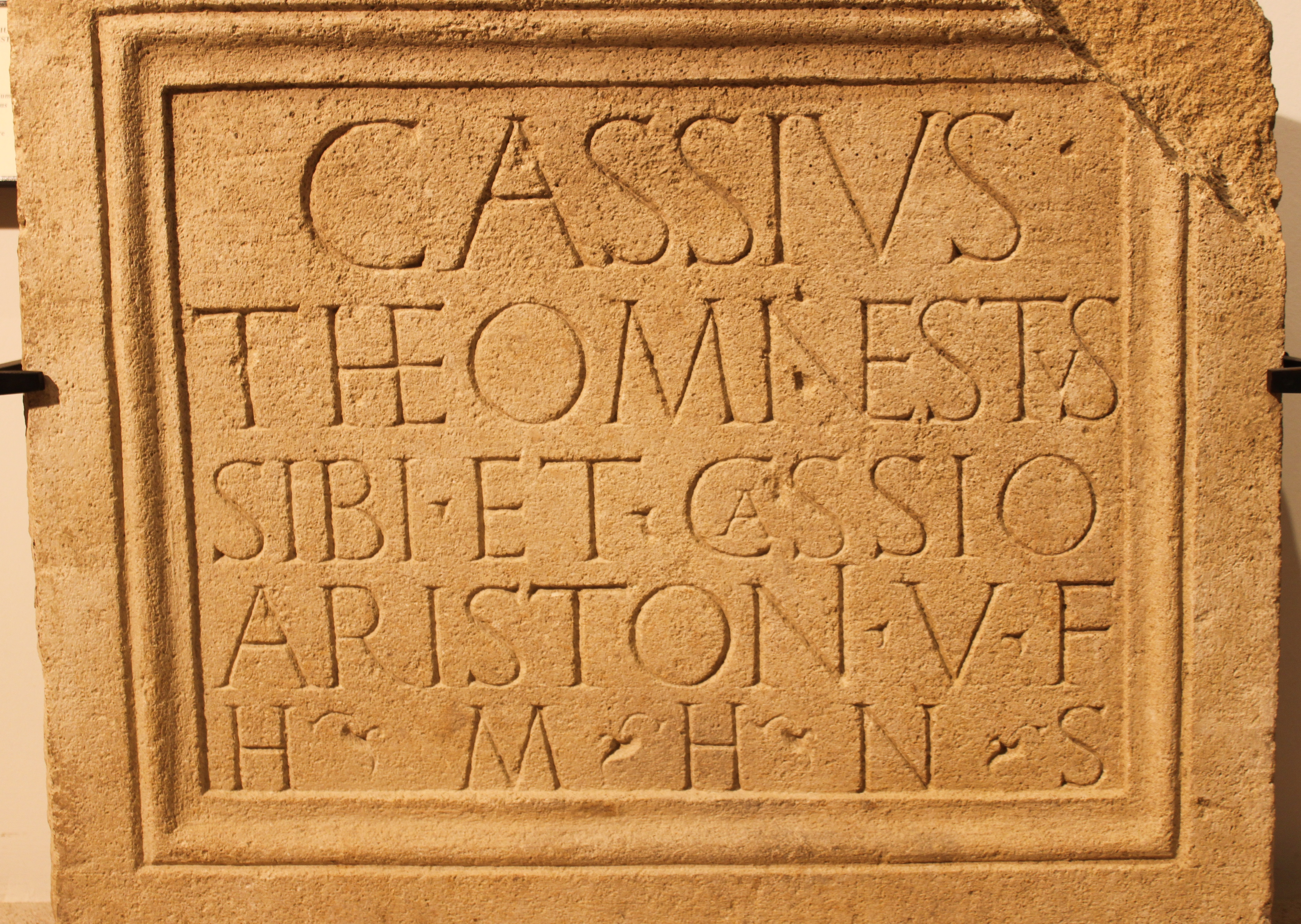
hederae sur la dernière ligne d'une inscription latine de Vaison-la-Romaine

En épigraphie, principalement latine, et dans ses transcriptions typographiques, une hedera (pluriel hederae), est un signe gravé en forme de feuille de lierre, sans signification particulière, servant de séparation entre des mots, ou pour remplir un espace vide ou une ligne courte.

## Étymologie
Hedera signifie « lierre » en latin. Traditionnellement le lierre servait à faire des guirlandes pour honorer les dieux ou certaines personnes.
Il ne faut pas confondre l’hedera épigraphique, inclus dans un texte, avec un décor de lierre isolé, gravé ou sculpté, principalement sur les monuments funéraires (le lierre symbolisant alors l’attachement et la fidélité).

## Usages

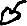

L’hedera est incluse dans un texte épigraphique comme élément de décor, pour séparer des mots, pour combler des vides ou pour marquer la fin du texte.
Le principe en a été repris dans les manuscrits, puis dans la typographie, sous des formes variables, donnant naissance au fleuron.
La transcription typographique d’une hedera épigraphique se fait donc par un fleuron.

## Formes

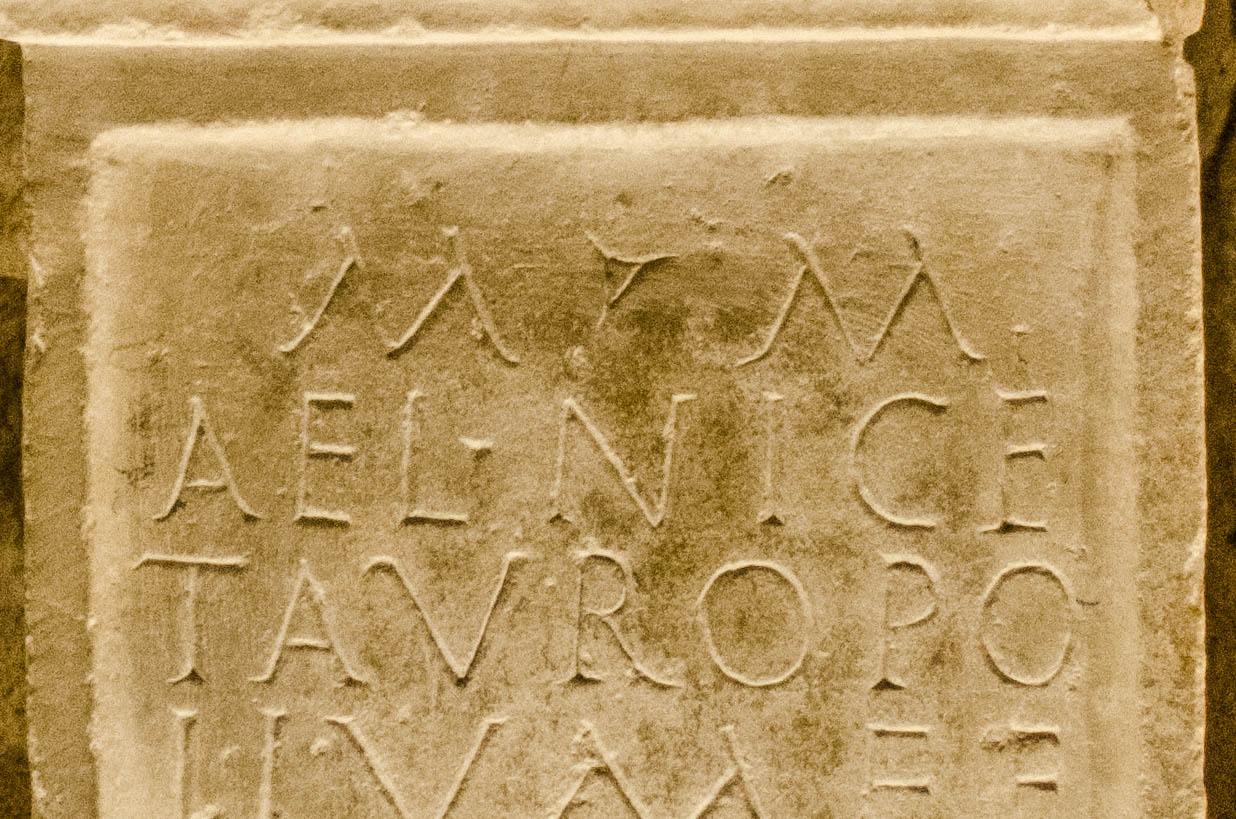
Hedera stylisée en triangle, entre les lettres MM (autel d’Aelia Nice, Lectoure)

L’hedera peut revêtir des formes différentes. La plus simple représente le contour de la feuille, avec une nervure centrale prolongée d’une « queue » formant une courbe. D’autres peuvent être plus complexes ou au contraire très stylisées, pouvant aller jusqu’à un triangle curviligne. Dans certaines le contour de la feuille est en très légère saillie, alors que les nervures sont gravées profondément. L’orientation vers le haut, vers le bas, la gauche ou la droite, peut varier, ainsi que les proportions générales qui s’adaptent à l’espace disponible.